# الحرية الدينية في الأردن
الحرية الدينية في الأردن وينص الدستور على حرية ممارسة حقوق دينه وإيمانه وفقا للعادات التي لوحظت في المملكة، ما لم يخل بالنظام العام أو الآداب العامة. دين الدولة هو الإسلام. الحكومة تحظر على التحول من الإسلام والتبشير للمسلمين.
في يونيو 2006، نشرت الحكومة العهد الدولي الخاص بالحقوق المدنية والسياسية في الجريدة الرسمية، والتي، وفقا للمادة 93.2 من الدستور، ويعطي العهد قوة القانون. المادة 18 من العهد الدولي تنص على حرية الدين (انظر الإطار القانوني والسياسات). وعلى الرغم من هذا التطور الإيجابي، واصلت القيود وبعض التجاوزات. ويواجه أعضاء الجماعات الدينية غير المعترف بها والمتحولين من الإسلام التمييز القانوني والصعوبات البيروقراطية في قضايا الأحوال الشخصية. المتحولون من الإسلام خطر بالإضافة إلى فقدان الحقوق المدنية. المحاكم الشرعية لها سلطة مقاضاة الدعاة.
العلاقات بين المسلمين والمسيحيين عموما جيدة. ومع ذلك، من أتباع الأديان والمسلمين غير المعترف بها الذين يعتنقون ديانات أخرى تواجه التمييز الاجتماعي. استغرق قادة المجتمع البارزين خطوات لتعزيز الحرية الدينية.

## الديموغرافيا الدينية
البلاد تبلغ مساحتها 55436 ميل مربع (143580 كم2) ويبلغ عدد سكانها 6.5 مليون نسمة. أكثر من 92 في المئة من السكان هم من السنة مسلم. وتقدر الأرقام الرسمية أن المسيحيين يشكلون 6 في المئة من السكان؛ ومع ذلك، المسؤولين المسيحي الحكومة والقطاع الخاص ويقدر هذا الرقم ليكون أقرب إلى 3 في المئة. ووفقا لممثلي الجاليتين وتقارير صحفية، هناك ما بين اثني عشر وأربعة عشر ألفًا من الدروز، وعدد قليل من المسلمين الشيعة، وحوالي ألف البهائيين. لا توجد إحصاءات المتاحة عن عدد الأشخاص الذين ليسوا من أتباع أي عقيدة دينية.
وتشمل الطوائف المسيحية المعترف بها رسميًا الروم الأرثوذكس، الرومان الكاثوليك، الروم الكاثوليك (الملكيين)، والأرمن الأرثوذكس، المارونية الكاثوليكية والآشورية والقبطية، الانجليكانية واللوثرية، السبتية، الولايات المتحدة العنصرة، أخير يوم كنائس القديسين، والمشيخية. وتشمل المجموعات المسيحية الأخرى الحر الإنجيليين، وكنيسة الناصري، وجمعية الله، والتبشير المسيحي والتحالف. وهناك عدد من الكلدان والسريان المسيحيين والشيعة بين ما يقدر بنحو 250,000 إلى 450,000 عراقي في البلاد، وكثير منهم لا يحملون وثائق أو على تصاريح زيارة.
مع استثناءات قليلة، لا توجد تجمعات جغرافية رئيسية للأقليات الدينية. مدن الحصن، والشمال، والفحيص قرب عمان، والذي تقطنه أغلبية مسيحية. يكون مادبا والكرك، على حد سواء إلى الجنوب من عمان، وأيضا السكان المسيحيين كبير. الجزء الشمالي من مدينة الأزرق يبلغ عدد سكانها الدروز لا بأس به، وكذلك أم جمال ومحافظة المفرق. هناك أيضا السكان الدروز في عمان والزرقاء وعدد أصغر في إربد والعقبة. وهناك عدد من الشيعة الذين يعيشون في غور الأردن والجنوب. يتم تسجيل الدروز باسم «المسلمين»، وكما فعلوا المحكمة الخاصة في منطقة الأزرق، ويمكن إدارة مسائل الأحوال الشخصية الخاصة بهم.
المبشرين الأجانب يعملون في البلاد.

## وضع الحرية الدينية

### الإطار القانوني والسياسة
وينص الدستور على حرية ممارسة شعائر دينه وإيمانه وفقا للعادات التي المرعية في المملكة ما لم تكن مخالفة للنظام العام أو الآداب العامة. وفقا للدستور دين الدولة هو الإسلام، ويجب أن يكون الملك مسلمًا. الحكومة تحظر على التحول من الإسلام والتبشير للمسلمين.
الدستور في المادتين 103-106، تنص على أن المسائل المتعلقة بالأحوال الشخصية للمسلمين هي الاختصاص الحصري للمحاكم الشرعية التي تطبق الشريعة الإسلامية في أعمالها. ويشمل الأحوال الشخصية الدين والزواج والطلاق وحضانة الأطفال والميراث. يتبع قانون الأحوال الشخصية المبادئ التوجيهية في المذهب الحنفي في الفقه الإسلامي، والتي يتم تطبيقها على الحالات التي لم يتم التطرق لها بشكل صريح من قبل قانون الأحوال المدنية. مسائل الأحوال الشخصية لغير المسلمين الذين تعترف بها الحكومة الدين هي اختصاص مجالس الطوائف الدينية، وفقا للمادة 108
لا يوجد حكم الزواج المدني أو الطلاق. بعض المسيحيين غير قادر على الطلاق بموجب النظام القانوني لأنها تخضع لنظام المحاكم الدينية طائفتهم، والتي لا تسمح بالطلاق. هؤلاء الأفراد في بعض الأحيان تتحول إلى طائفة مسيحية أخرى أو إلى الإسلام في الطلاق من الناحية القانونية.
وقال رئيس الدائرة التي تدير شؤون المحكمة الشرعية (منصب على المستوى الوزاري) يعين القضاة الشرعيين، بينما يختار كل طائفة دينية غير إسلامية معترف بها هيكل وأعضاء المحكمة الخاصة. تمت الموافقة على جميع الترشيحات القضائية من قبل رئيس الوزراء، وكلفت رسميا بمرسوم ملكي. الطوائف البروتستانتية المسجلة باسم «المجتمعات» تأتي في إطار اختصاص واحدة من المحاكم الكنسية البروتستانتية المعترف بها. لا توجد أية محاكم المخصصة للملحدين أو من أتباع الديانات غير المعترف بها مثل الديانة البهائية. يجب أن هؤلاء الأفراد أن يطلبوا إحدى المحاكم المعترف بها للنظر في قضايا الأحوال الشخصية الخاصة بهم.
يتم تطبيق الشريعة الإسلامية في جميع المسائل المتعلقة بقانون الأسرة التي تنطوي على المسلمين أو أبناء لأب مسلم، وجميع المواطنين، بمن فيهم غير المسلمين، تخضع لأحكام الشريعة الإسلامية فيما يتعلق بالميراث. وفقا للقانون، وتعتبر جميع أولاده القصر من المواطنين الصغار الذين اعتنقوا الإسلام أن يكون مسلم. الأطفال البالغين من الذكور مسيحي اعتنق الإسلام أصبح غير مؤهل لترث من والدهم إذا لم يكن كذلك اعتناق الإسلام. في الحالات التي يكون فيها مسلم يعتنق المسيحية، فإن السلطات لا تعترف تحويل قانونيا، ويستمر الشخص في أن يعامل على أنه مسلم في المسائل المتعلقة بقانون الأسرة والممتلكات.
بينما المسيحية هي دين وغير المسلمين المواطنين المعترف بها قد وممارسة الإيمان المسيحي، يجب أن تمنح الكنائس الاعتراف القانوني من خلال الإجراءات الإدارية من أجل تملك الأراضي وإدارة الطقوس الدينية، بما في ذلك الزواج. الكنائس والمؤسسات الدينية الأخرى يمكن الحصول على اعتراف رسمي من خلال تطبيق لرئاسة الوزراء. رئيس الوزراء يجتمع بشكل غير رسمي مع مجلس الأديان من رجال الدين الذين يمثلون الكنائس المحلية المسجلة رسميا بشأن جميع المسائل المتعلقة المجتمع المسيحي، بما في ذلك تسجيل الكنائس الجديدة. تشير الحكومة إلى المعايير التالية عند النظر في الاعتراف الرسمي من الكنائس المسيحية: الإيمان يجب أن لا يتعارض مع طبيعة الدستور والعامة والأخلاق، والعادات، والتقاليد، لا بد من الاعتراف من قبل مجلس كنائس الشرق الأوسط. الإيمان يجب أن لا يعارض الدين الوطني؛ ويجب أن يتضمن مجموعة بعض أتباع مواطن. المجموعات التي تعتبرها الحكومة على الانخراط في الممارسات التي تنتهك القانون وطبيعة المجتمع أو تهدد استقرار النظام العام محظورة. ومع ذلك، لم تكن هناك تقارير من الجماعات الدينية المحظورة. لا تتدخل الحكومة مع العبادة العامة الأقلية المسيحية في البلاد.
المعترف بها غير مسلم المؤسسات الدينية لا يتلقون الدعم. فهي مستقلة ماليا وإداريا عن الحكومة ومعفاة من الضرائب. يتم تسجيل مجاني الإنجيليين، وكنيسة الناصري، وجمعية الله، والتحالف المسيحي والتبشيري، مع وزارة الداخلية ب «المجتمعات» ولكن ليس من الكنائس
توفر المدارس الحكومية دروسا دينية إلزامية لجميع الطلاب المسلمين. ليس مطلوبا من الطلاب المسيحيين لحضور الدورات التي تعلم الإسلام. ينص الدستور على أن التجمعات لديها الحق في إنشاء مدارس لتعليم مجتمعاتهم، «شريطة الامتثال للأحكام العامة للقانون وتخضع لسيطرة الحكومة في المسائل المتعلقة مناهجها وتوجهاتها».
في يونيو 2006، نشرت الحكومة العهد الدولي الخاص بالحقوق المدنية والسياسية والجريدة الرسمية. وفقا للمادة 93.2 من الدستور، الأعمال التي نشرت في الجريدة الرسمية بلوغ قوة القانون. وتنص المادة 18 من العهد على أنه لكل إنسان «الحق في حرية الفكر والوجدان والدين»، بما في ذلك حرية اتخاذ أو اعتناق أي دين أو معتقد يختاره، وحريته «في إظهار دينه أو معتقده في العبادة، الشعائر والممارسة والتعليم». بالإضافة إلى ذلك، العهد تنص على أنه لا يجوز تعريض أحد لإكراه من شأنه أن يخل بحريته في أن أو اعتناق أي دين أو معتقد يختاره. صدق البلد العهد دون تحفظات في عام 1976. ومع ذلك، المادة 2، القسم 2 من العهد تنص على أن العهد لا ذاتية التنفيذ، ويتطلب تشريعات تنفيذية لإعطاء تأثير العهد. وبحلول نهاية الفترة المشمولة بالتقرير، كان قد اقترح أي تشريع من هذا القبيل. ومع ذلك، قال مسؤول كبير في وزارة الشؤون الخارجية أن نشر العهد في الجريدة الرسمية يدل على أن تنظر الحكومة في العهد كمصدر للقانون جنبا إلى جنب مع القانون المحلي، بما في ذلك الدستور والشريعة (القانون الإسلامي). المواد 103-106 من الدستور لا يزال ينص على أن المسائل المتعلقة بالأحوال الشخصية للمسلمين، بما في ذلك الدين، هي الاختصاص الحصري للمحاكم الشرعية التي تطبق الشريعة (الحنفي) في إجراءاتها.

### القيود المفروضة على حرية الدينية
لم تكن هناك تقارير تفيد بأن ممارسة أي دين كان محظورا. ومع ذلك، لا تعترف الحكومة رسميا كل الجماعات الدينية. بعض الجماعات الدينية، في حين يسمح للالتقاء وممارسة شعائرهم الدينية، واجه التمييز المجتمعي والرسمي. وبالإضافة إلى ذلك، طبقت ليس كل الطوائف المسيحية لأو تم الممنوحة الاعتراف القانوني.
لا تعترف الحكومة الدروز أو البهائية الأديان كذلك الأديان ولكنها لا تحظر ممارساتها. الدروز لا يواجهون التمييز الرسمي كما أنها لا يشكون من التمييز الاجتماعي. يواجه البهائيون كلا التمييز الرسمي والاجتماعي. ليس لدى الطائفة البهائية المحكمة الخاصة للفصل في مسائل الأحوال الشخصية، مثل الميراث وغيرها من القضايا المتعلقة بالأسرة. قد سمع مثل هذه الحالات في المحاكم الشرعية. تواجه الزوجين البهائية صعوبة في الحصول على تصاريح إقامة لشركائها غير الأردنيين لأن الحكومة لا تعترف شهادات الزواج البهائية. لا تعترف الحكومة رسميا المعبد الدروز في منطقة الأزرق، ويتم تسجيل أربع قاعات اجتماعية تابعة للدروز باسم «المجتمعات». لا تسمح الحكومة للبهائيين بتسجيل المدارس أو أماكن العبادة. يتم تسجيل المقبرة البهائية وباسم وزارة الأوقاف والشؤون الإسلامية.
طلبات التوظيف للمناصب الحكومية تحتوي أحيانا أسئلة حول الدين مقدم الطلب. خدمة المسيحيين بانتظام وزراء الحكومة. من 120 مقعدا لمجلس النواب في البرلمان، محجوزة 9 للمسيحيين. محجوزة أي مقاعد لأتباع الجماعات الدينية الأخرى. محجوزة لا مقاعد للدروز، ولكن يسمح لهم شغل الوظائف تحت تصنيف حكومتهم كمسلمين.
لا تعترف الحكومة شهود يهوه، أو كنيسة المسيح، ولكن يسمح لكل لإجراء الشعائر الدينية دون تدخل.
وتعترف الحكومة اليهودية كدين. ومع ذلك، هناك تردد توجد المواطنين الذين هم من اليهود. الحكومة لا تفرض قيودا على اليهود، ويسمح لهم التملك وإدارة الأعمال في البلاد.
لأن الشريعة الإسلامية يحكم الأحوال الشخصية للمسلمين، تحوله من الإسلام إلى المسيحية والتبشير للمسلمين لا يسمح. المسلمون الذين يعتنقون ديانة أخرى يواجهون التمييز المجتمعي والحكومي. وبموجب الشريعة الإسلامية، وتعتبر المتحولين مرتدين وقد نفت الحقوق المدنية وممتلكاتهم. وتؤكد الحكومة أنها لا تشجع ولا تحظر الردة. لا تعترف الحكومة المتحولين من الإسلام واقعة تحت الولاية القضائية للقوانين المجتمع الديني الجديد في مسائل الأحوال الشخصية. المتحولون لا تزال تعتبر المسلمين. تحويل إلى سقوط الإسلام تحت اختصاص المحاكم الشرعية. الشريعة، من الناحية النظرية، ينص على عقوبة الإعدام للمسلمين الذين يرتد. ومع ذلك، فقد طبقت الحكومة أبدا مثل هذه العقوبة. وتسمح الحكومة اعتناق الإسلام.
لا يوجد أي القوانين التي تحظر صراحة التبشير بين المسلمين. ومع ذلك، تتطلب سياسة الحكومة أن الجماعات التبشيرية الأجنبية الامتناع عن التبشير العام.
الأردن الإنجيلية اللاهوتية، مدرسة تدريب المسيحية للقساوسة والمبشرين، وسجلت مع الحكومة ويعمل كمركز ثقافي. بشراء أرض لبناء منشأة جديدة في عام 2003 وحصل على تصاريح لبناء المباني في سبتمبر 2006. ويسمح طائرات لتعيين أعضاء هيئة التدريس والإدارة، ولكن تنفيه الحكومة الاعتماد كمؤسسة أكاديمية. لأن الطائرات لا المعتمدين، والطلاب ليسوا مؤهلين للحصول على تأشيرات الطلاب ولكن قد يدخل البلاد بتأشيرات سياحية لمدة محدودة. يتطلب البرنامج أربع سنوات من الدراسة، ونتيجة لذلك العديد من الطلاب يتجاوزون تأشيراتهم. عند مغادرة البلد الذي وأي من أفراد الأسرة الذين قد رافق لهم، وهناك حاجة لدفع دولارين لكل يوم قضوا دون تأشيرة (كما هي آخر الرعايا الأجانب الزائرين). الحكومة لا تسمح للطائرات قبول الطلاب المسلمين.
ووفقا لطائرات، خلال الفترة المشمولة بالتقرير ألغت الحكومة حالة غير ربحية، وتتطلب المنظمة لدفع 16 في المئة ضريبة المبيعات على جميع العناصر التي تم شراؤها. وفي عام 2006 صادرت مكتب الجمارك شحنة من حوالي 100 كتاب أمر من قبل الطائرات الحربية. تدخلت وزارة الشؤون الخارجية وتأمين الإفراج عن الكتب.
قانون الانتخابات البرلمانية له تاريخيا تحت المناطق الحضرية الممثلة التي هي مراكز لدعم المرشحين الإسلاميين.
يحظر قانون الأحزاب السياسية دور العبادة من أن تستخدم للنشاط السياسي. وقد تم تصميم هذا الشرط في المقام الأول لمنع معارضي الحكومة من الوعظ الخطب ذات الطابع السياسي في المساجد.
وزارة الشؤون الدينية والشهادات («الأوقاف») تدير المؤسسات الإسلامية وبناء المساجد. وينتخب أيضا الأئمة ويوفر رواتب موظفي المساجد، وتدير مراكز التدريب رجال الدين الإسلامي، وتدعم بعض الأنشطة التي ترعاها المساجد. وتراقب الحكومة الخطب في المساجد ويتطلب أن الدعاة تمتنع عن التعليق السياسي الذي يمكن أن تحرض على الاضطرابات الاجتماعية أو السياسية.

### الانتهاكات للحريات الدينية
في 29 نيسان 2007، أفادت التقارير أن السلطات الحكومية ترحيل القس مزهر عزت بشاي من الكنيسة الإنجيلية الحرة العقبة، وهو مقيم منذ فترة طويلة الوطني والمصري، إلى مصر. وأفيد أنها استجوبت سابقا له، وأنها عرضت عليه أي سبب لترحيله. في نهاية الفترة المشمولة بالتقرير، لم يتم التحقق من مصداقية هذه التقارير.
في نوفمبر 2006 رحلت السلطات وجيه بشارة، إبراهيم عطا، رجا ويلسون، وعماد وهيب، أربعة مصريين الأقباط الذين يعيشون في العقبة إلى مصر. وأفيد بأن السلطات استجوبتهم حول انتمائهم إلى الكنيسة الإنجيلية الحرة في العقبة قبل ترحيلهم. في نهاية الفترة المشمولة بالتقرير، لم يتم التحقق من مصداقية هذا التقرير.
في 20 يناير 2006، تلقت المحكمة الشرعية شكوى الردة ضد محمود عبد الرحمن محمد، الذي تحول عن الإسلام إلى المسيحية. في 14 أبريل 2006، والشكوى، وتحويل شقيق في القانون، وأسقطت التهم بعد تخلت زوجة المرتد في حضور محام في أي ادعاءات انها قد تضطر إلى الميراث من والديها. في نهاية الفترة المشمولة بالتقرير، كان هناك أي تحديث إضافي بشأن هذه القضية.
في سبتمبر 2004، بناء على أمر من المحكمة الشرعية، اعتقلت السلطات المتحول من الإسلام إلى المسيحية، واحتجزته ليلة وضحاها بتهمة الردة. في نوفمبر 2004 وجدت المحكمة الشرعية المتهم مذنب الردة. وقد أيدت الحكم في يناير 2005 من قبل محكمة الاستئناف الشرعية. أعلن حكم المرتد أن تكون تحت وصاية الدولة، جردوه من حقوقه المدنية، وإبطال زواجه. كما أعلنت له أن يكون دون أي هوية دينية. وذكرت أن خسر جميع حقوق في الميراث والزواج مرة أخرى قد لا زوجته (الآن سابقا) إلا إذا عاد إلى الإسلام، ونهى كيانه اعتبار تمسكا من أي دين آخر. الحكم يعني احتمال أن الحضانة القانونية والمادية ولده يمكن أن تسند إلى شخص آخر. غادر تحويل البلاد، تلقى مركز لاجئ وإعادة توطين في الولايات المتحدة.
لم تكن هناك تقارير عن سجناء أو معتقلين دينيين الذين ظلوا رهن الاحتجاز في نهاية الفترة التي يغطيها هذا التقرير.
ومما يُذكر، فإن المسيحيين الذين يختارون الدين الإسلامي يتعرضون لمضايقات من مجتمعاتهم المسيحية قد تعرضهم في أحيان كثيرة للقتل،[بحاجة لمصدر] ومن ذلك ما حصل مع الفتاتين ياسمين مشربش وبتول حداد اللتان قتلتهما عائلتيهما لاختيارهما الإسلام.[بحاجة لمصدر] ويتهم قطاع واسع من الأردنيين المسلمين حكومتهم بالتمييز ضدهم والانحياز في مثل هذه القضايا،[بحاجة لمصدر] خصوصا في فرق الحكم بين قاتل ناهض حتر الذي حكم عليه بالإعدام وقاتل بتول حداد الذي حكم عليه بالسجن عشر سنوات.[بحاجة لمصدر]

### التحول الديني القسري
ولم ترد أي تقارير عن التحول الديني القسري، بما في ذلك من مواطني الولايات المتحدة الذين تم اختطافهم أو ترحيلهم من الولايات المتحدة، أو عن رفض السماح لهؤلاء المواطنين بالعودة إلى الولايات المتحدة بصورة غير شرعية.

### معاداة السامية
رسوم الكاريكاتير والمقالات ومقالات الرأي مع مواضيع سامية تحدث مع أقل تردد في وسائل الإعلام التي تسيطر عليها الحكومة، ولكن هي أكثر شيوعا، وتضم أكثر بروزا في الصحف الأسبوعية المملوكة للقطاع الخاص مثل مستشفى السبيل-والراعي 

### التحسينات وتطورات إيجابية في احترام الحرية الدينية
في 26 ديسمبر 2006، عقد الملك عبد الله الثاني أول لقاء له مع القادة الإنجيليين. ذكرت الحضور بأن هذا الحدث قدم شعورا بالأمل والتقدم نحو استمرار الحوار بين الأديان.
الكنيسة المعمدانية بطلب للحصول على تسجيل رسمي مع وزارة الداخلية في 12 يناير 2006. وفي يونيو 2006 نفى رئيس وزارة تطبيق الكنيسة. لم ترد أي معلومات إضافية عن سبب الرفض المتاحة بحلول نهاية الفترة المشمولة بالتقرير. تطبيق جمعيات كنيسة الله أيضا للتسجيل الرسمي مع وزارة الداخلية في 10 نيسان، كان عام 2007. وتطبيقه قيد النظر في نهاية الفترة التي يغطيها هذا التقرير.
في يونيو 2006، نشرت الحكومة العهد الدولي الخاص بالحقوق المدنية والسياسية والجريدة الرسمية. المادة 18 من العهد تنص على حرية الدين.

## الانتهاكات المجتمعية والتمييز
يواجه البهائيون بعض التمييز المجتمعي.
المسلمين الذين يعتنقون ديانات أخرى غالبا ما يواجهون النبذ الاجتماعي، والتهديد، والاعتداء من أسرهم والزعماء الدينيين المسلمين. ووفقا للمسح في عام 2010 من قبل مشروع بيو للمواقف العالمية، أيد 86٪ من الأردنيين الذين شملهم الاستطلاع عقوبة الإعدام لأولئك الذين يتركون الدين الإسلامي.
الآباء عادة لا تشجع بقوة الشباب من متابعة العلاقات العاطفية بين الأديان، لأنها قد تؤدي إلى تحويل. قد تؤدي هذه العلاقات إلى النبذ و، في بعض الحالات، العنف ضد الزوجين أو نزاعات بين أفراد أسر الزوجين. عندما تنشأ مثل هذه الحالات، قد أسر نهج المسؤولين الحكوميين المحليين للقرار. في الماضي، كانت هناك تقارير تفيد بأن المسؤولين الحكوميين المحليين في بعض الحالات تشجيع النساء المسيحيات تشارك في العلاقات مع الرجال المسلمين على اعتناق الإسلام لنزع فتيل الأسرة المحتملة أو الصراع القبلي والحفاظ على السلام؛ ومع ذلك، وخلال الفترة التي يغطيها هذا التقرير، لم يتم الإبلاغ عن مثل هذه الحالات.
خلال الفترة المشمولة بالتقرير، والصحف المحلية نشرت في بعض الأحيان مقالات تنتقد المنظمات الإنجيلية المسيحية.